# Aidena Mustafaj
Aidena Mustafaj (auch Aidena Mustafa; * 18. Februar 1998 in Shkodra) ist eine albanische Fußballspielerin, die als Verteidigerin für den albanischen Verein KFF Vllaznia spielte.

## Karriere

### Verein
Mustafaj begann ihre Vereinskarriere 2011 beim albanischen Klub Juban Danja, wo sie bis 2016 spielte. Anschließend wechselte sie zu KFF Vllaznia, bei dem sie seither unter Vertrag steht. KFF Vllaznia ist Rekordmeister in der Kategoria Superiore Femra und hat alle Meisterschaften zwischen 2014 und 2024 gewonnen (Stand April 2025). Mit Vllaznia nahm Mustafaj deshalb auch mehrfach an der UEFA Women’s Champions League teil. In der Saison 2019/20 absolvierte sie fünf Spiele in diesem Wettbewerb.

### Nationalmannschaft
Auf internationaler Ebene debütierte Mustafaj 2014 in der albanischen U19-Nationalmannschaft. Zwischen 2018 und 2020 war sie Teil des Kaders der albanischen A-Nationalmannschaft und nahm unter anderem an der Qualifikation zur FIFA Frauen-Weltmeisterschaft 2019 teil.